# 沖津嘉昭
沖津 嘉昭（おきつ よしあき、1941年1月23日 - ）は、日本の経営者。岩井コスモ証券社長、会長を務めた。大阪府出身。

## 経歴
1973年に同志社大学大学院を修了し、1984年に岩井証券に入社。1990年に取締役に就任し、1991年に常務、1993年に専務を経て、1995年6月に社長に就任。2012年5月に岩井コスモ証券社長に就任し、2016年11月には会長に就任。
2012年11月に旭日双光章を受章。